# Wereldkampioenschappen zwemmen 2025 – 4×100 meter wisselslag mannen
De 4×100 meter wisselslag mannen op de wereldkampioenschappen zwemmen 2025 vond plaats op 3 augustus 2025 in Singapore. De acht snelste ploegen in de series kwalificeerden zich voor de finale.

## Records
Voorafgaand aan het toernooi waren dit het wereldrecord en het kampioenschapsrecord
| Wereldrecord         | Verenigde Staten Ryan Murphy Michael Andrew Caeleb Dressel Zach Apple | 3.26,78 | Tokio   | 1 augustus 2021 |
| Kampioenschapsrecord | Verenigde Staten Ryan Murphy Nic Fink Dare Rose Jack Alexy            | 3.27,20 | Fukuoka | 30 juli 2023    |

## Uitslagen

### Series
| Rang | Serie | Baan | Land                | Namen | Tijd              | Bijz.             |
| ---- | ----- | ---- | ------------------- | --- | ----------------- | ----------------- |
| 1    | 2     | 4    | Verenigde Staten    | Tommy Janton (53,21) Campbell McKean (59,32) Dare Rose (50,39) Jack Alexy (46,73)                            | 3.29,65           | Q                 |
| 2    | 1     | 9    | Neutrale vlag       | Kliment Kolesnikov (53,02) Ivan Kozhakin (58,72) Andrey Minakov (50,68) Ivan Giryov (47,63)                  | 3.30,05           | Q                 |
| 3    | 3     | 2    | Italië              | Christian Bacico (53,34) Ludovico Viberti (58,65) Federico Burdisso (50,69) Manuel Frigo (47,72)             | 3.30,40           | Q                 |
| 4    | 3     | 3    | Canada              | Blake Tierney (52,95) Oliver Dawson (1.00,18) Ilya Kharun (49,98) Ruslan Gaziev (47,75)                      | 3.30,86           | Q NR              |
| 5    | 2     | 3    | Nederland           | Kai van Westering (53,89) Caspar Corbeau (58,60) Nyls Korstanje (51,11) Sean Niewold (47,47)                 | 3.31,07           | Q                 |
| 6    | 2     | 5    | Verenigd Koninkrijk | Oliver Morgan (52,90) Gregory Butler (1.00,09) Edward Mildred (51,05) Matthew Richards (47,71)               | 3.31,75           | Q                 |
| 7    | 3     | 5    | Frankrijk           | Yohann Ndoye-Brouard (53,41) Jérémie Delbois (1.00,92) Clément Secchi (50,91) Maxime Grousset (47,11)        | 3.32,35           | Q                 |
| 8    | 2     | 1    | Zuid-Korea          | Lee Ju-ho (53,60) Choi Dong-yeol (59,58) Kim Young-beom (51,12) Hwang Sun-woo (48,24)                        | 3.32,54           | Q                 |
| 9    | 3     | 4    | China               | Wang Shun (53,96) Qin Haiyang (59,58) Xu Fang (51,39) Pan Zhanle (47,76)                                     | 3.32,69           |                   |
| 10   | 3     | 7    | Polen               | Ksawery Masiuk (53,78) Dawid Wiekiera (59,84) Jakub Majerski (51,46) Kamil Sieradzki (47,75)                 | 3.32,83           |                   |
| 11   | 3     | 6    | Australië           | Joshua Edwards-Smith (54,35) Nash Wilkes (59,95) Matthew Temple (50,22) Kyle Chalmers (48,35)                | 3.32,87           |                   |
| 12   | 2     | 2    | Oostenrijk          | Bernhard Reitshammer (54,67) Luka Mladenovic (59,08) Simon Bucher (51,13) Heiko Gigler (48,03)               | 3.32,91           |                   |
| 13   | 3     | 8    | Japan               | Riku Matsuyama (54,62) Taku Taniguchi (59,95) Naoki Mizunuma (51,61) Katsuhiro Matsumoto (48,18)             | 3.34,36           |                   |
| 14   | 3     | 9    | Israël              | Inbar Danziger (54,46) Gur Itzhaki (1.01,43) Gal Cohen Groumi (50,78) Daniel Krichevsky (48,24)              | 3.34,91           |                   |
| 15   | 1     | 8    | Mexico              | Marcus Reyes-Gentry (54,04) Miguel de Lara (1.01,33) Jorge Iga (52,85) Andrés Dupont (47,59)                 | 3.35,81           |                   |
| 16   | 3     | 0    | Spanje              | Adrián Santos (54,96) Carles Coll (1.00,51) Arbidel González (52,61) Luca Hoek (48,06)                       | 3.36,14           |                   |
| 17   | 1     | 4    | Griekenland         | Evangelos Makrygiannis (53,44) Savvas Thomoglou (1.00,74) Konstantinos Stamou (53,39) Stergios Bilas (48,63) | 3.36,20           |                   |
| 18   | 2     | 9    | Kroatië             | Luka Čarapović (55,54) Filip Mujan (1.00,83) Vili Sivec (52,35) Jere Hribar (47,67)                          | 3.36,39           |                   |
| 19   | 1     | 6    | Litouwen            | Mantas Kaušpėdas (55,29) Andrius Šidlauskas (1.00,10) Tajus Juska (53,15) Tomas Lukminas (47,92)             | 3.36,46           |                   |
| 20   | 2     | 8    | Denemarken          | Robert Pedersen (54,77) Jonas Gaur (1.01,63) Casper Puggaard (51,52) Frederik Lentz (48,81)                  | 3.36,73           |                   |
| 21   | 3     | 1    | Ierland             | John Shortt (54,88) Eoin Corby (1.01,09) Jack Cassin (52,47) Evan Bailey (49,02)                             | 3.37,46           |                   |
| 22   | 1     | 5    | Luxemburg           | Remi Fabiani (55,91) João Carneiro (1.01,63) Julien Henx (54,57) Ralph Daleiden Ciuferri (48,88)             | 3.40,99           |                   |
| 23   | 1     | 1    | Singapore           | Zackery Tay (57,32) Chan Chun Ho (1.01,20) Jonathan Tan (53,64) Mikkel Lee (49,01)                           | 3.41,17           |                   |
| 24   | 1     | 2    | Hongkong            | Kwan Hayden (56,77) Adam Mak Sai Ting (1.00,77) Ian Ho (52,14) Tsui Yik Ki (55,95)                           | 3.45,63           |                   |
| 25   | 1     | 7    | Maleisië            | Khiew Hoe Yean (56,86) Andrew Goh (1.03,09) Tan Khai Xin (56,75) Singh Chahal Arvin Shaun (50,10)            | 3.46,80           |                   |
| –    | 2     | 6    | Duitsland           | Lukas Märtens (54,76) Lucas Matzerath (59,98) Luca Armbruster Josha Salchow                                  | Gediskwalificeerd | Gediskwalificeerd |
| –    | 1     | 0    | Kenia               | | Niet gestart      | Niet gestart      |
| –    | 1     | 3    | Noorwegen           | | Niet gestart      | Niet gestart      |
| –    | 2     | 0    | Zwitserland         | | Niet gestart      | Niet gestart      |
| –    | 2     | 7    | Oekraïne            | | Niet gestart      | Niet gestart      |

### Finale
| Rang   | Baan | Land                | Namen                                                                                                | Tijd    | Bijz.  |
| ------ | ---- | ------------------- | --- | ------- | ------ |
| Goud   | 5    | Neutrale vlag       | Miron Lifintsev (52,44) Kirill Prigoda (57,92) Andrey Minakov (50,17) Egor Kornev (46,40)            | 3.26,93 | CR, ER |
| Zilver | 1    | Frankrijk           | Yohann Ndoye-Brouard (52,26) Léon Marchand (58,44) Maxime Grousset (49,27) Yann Le Goff (47,99)      | 3.27,96 |        |
| Brons  | 4    | Verenigde Staten    | Tommy Janton (53,37) Josh Matheny (59,00) Dare Rose (50,30) Jack Alexy (45,95)                       | 3.28,62 |        |
| 4      | 3    | Italië              | Thomas Ceccon (51,80) Nicolò Martinenghi (58,42) Federico Burdisso (51,17) Carlos D'Ambrosio (47,33) | 3.28,72 |        |
| 5      | 6    | Canada              | Blake Tierney (53,03) Oliver Dawson (59,99) Ilya Kharun (49,83) Josh Liendo (46,90)                  | 3.29,75 | NR     |
| 6      | 7    | Verenigd Koninkrijk | Oliver Morgan (52,74) Gregory Butler (59,11) Edward Mildred (51,08) Duncan Scott (47,70)             | 3.30,63 |        |
| 7      | 8    | Zuid-Korea          | Lee Ju-ho (53,83) Choi Dong-yeol (59,57) Kim Young-beom (51,15) Hwang Sun-woo (47,77)                | 3.32,32 |        |
| 8      | 2    | Nederland           | Kai van Westering (53,96) Caspar Corbeau (58,69) Nyls Korstanje (51,36) Sean Niewold (48,34)         | 3.32,35 |        |